# Schwabmünchen
Schwabmünchen (Swabia: Mingkchinga) là một thị trấn nằm ở huyện Augsburg trong vùng hành chính Schwaben, thuộc bang Bayern, Đức.